# مارتسهاوزن
مارتسهاوزن (به آلمانی: Marzhausen) یک شهر در آلمان است که در وستروالدکرایس واقع شده‌است. مارتسهاوزن ۲۶۶ نفر جمعیت دارد.